# Jan Hirschbiegel
Jan Hirschbiegel (* 3. April 1959 in Kiel) ist ein deutscher Historiker.

## Leben
Jan Hirschbiegel machte 1979 in Donauwörth sein Abitur, schloss dann eine Lehre zum Maschinenschlosser ab, ehe er sich 1986 in seiner Geburtsstadt an der Christian-Albrechts-Universität zu Kiel einschrieb. Er studierte Alte, Mittlere und Neuere Geschichte sowie Volkskunde und machte 1993 sein Magisterexamen. Von 1993 bis 1995 war er Promotionsstipendiat des Landes Schleswig-Holstein und verbrachte 1994 im Rahmen eines Stipendiums des Deutschen Historischen Instituts Paris ein halbes Jahr seiner Forschung in Paris. 1998 promovierte er bei Werner Paravicini mit einer Studie zum höfischen Geschenkverkehr im spätmittelalterlichen Frankreich der Zeit König Karls VI. (1380–1422). Von 1995 bis 2011 arbeitete Hirschbiegel als Wissenschaftlicher Mitarbeiter der Akademie der Wissenschaften zu Göttingen im Forschungsprojekt „Hof und Residenz im spätmittelalterlichen Deutschen Reich (1200–1600)“. 2011 folgte die Habilitation mit einer Arbeit zur historischen Vertrauensforschung am Beispiel der sozialen Beziehungen an den reichsfürstlichen Höfen der Zeit um 1500.
Seit 2012 ist Hirschbiegel Arbeitsstellenleiter des Forschungsprojekts „Residenzstädte im Alten Reich (1300–1800)“ der Akademie der Wissenschaften zu Göttingen mit Sitz an der Christian-Albrechts-Universität zu Kiel. 2016 wurde ihm die außerplanmäßige Professur verliehen.
Jan Hirschbiegels Forschungsschwerpunkte sind Reiseberichte des späten Mittelalters, Theorie, Kultur- und Sozialgeschichte des Hofes sowie Residenzen- und Residenzstadtforschung. Er ist u. a. Mitglied des Mediävistenverbands, des Verbands der Historiker und Historikerinnen Deutschlands, des Deutschen Hochschulverbands, der Gesellschaft für Kieler Stadtgeschichte, der Société des Amis de l’Institut historique allemand, Paris und der Gesellschaft für Volkskunde in Schleswig-Holstein.

## Schriften (Auswahl)
Monographien
- Étrennes. Untersuchungen zum höfischen Geschenkverkehr im spätmittelalterlichen Frankreich der Zeit König Karls VI. (1380–1422) (Diss. Univ. Kiel 1997/98), München 2003, ISBN 3-486-56688-1 (= Pariser Historische Studien, 60).
- Nahbeziehungen bei Hof – Manifestationen des Vertrauens. Karrieren in reichsfürstlichen Diensten am Ende des Mittelalters. Köln u. a. 2015, ISBN 978-3-412-21883-6 (= Norm und Struktur, 44), (Habil.- Schr. Univ. Kiel 2011).

(Mit-)Herausgeberschaften
- Das Frauenzimmer. Die Frau bei Hofe in Spätmittelalter und Früher Neuzeit. 6. Symposium der Residenzen-Kommission der Akademie der Wissenschaften in Göttingen. Dresden, 26.–29. September 1998, hrsg. von Jan Hirschbiegel und Werner Paravicini, Stuttgart 2000, ISBN 3-7995-4511-5 (= Residenzenforschung, 11).
- Hof und Theorie. Annäherungen an ein historisches Phänomen. Dresdener Gespräche I zur Theorie des Hofes, hrsg. von Reinhardt Butz, Jan Hirschbiegel und Dietmar Willoweit, Köln u. a. 2004 ISBN 3-412-04604-3 (= Norm und Struktur, 22).
- Hofwirtschaft. Ein ökonomischer Blick auf Hof und Residenz in Spätmittelalter und Früher Neuzeit. 10. Symposium der Residenzen-Kommission der Akademie der Wissenschaften zu Göttingen. Gottorf/Schleswig, 23.–26. September 2006, hrsg. von Gerhard Fouquet, Jan Hirschbiegel und Werner Paravicini, Ostfildern 2008 (= Residenzenforschung, 21), ISBN 3-7995-4519-0.
- In der Residenzstadt. Funktionen, Medien, Formen bürgerlicher und höfischer Repräsentation, hrsg. von Jan Hirschbiegel und Werner Paravicini in Zusammenarbeit mit Kurt Andermann, Ostfildern 2014 (= Residenzenforschung. Neue Folge: Stadt und Hof, 1), ISBN 978-3-7995-4530-3.
- Residenzstädte der Vormoderne. Umrisse eines europäischen Phänomens, hrsg. von Gerhard Fouquet, Jan Hirschbiegel und Sven Rabeler, Ostfildern 2016 (= Residenzenforschung. Neue Folge: Stadt und Hof, 2), ISBN 978-3-7995-4531-0.
- Werner Paravicini, Ehrenvolle Abwesenheit. Studien zum adligen Reisen im späten Mittelalter. Gesammelte Aufsätze. Werner Paravicini zum 75. Geburtstag, hrsg. von Jan Hirschbiegel und Harm von Seggern. Redaktion Karolin Künzel, Lisa Leiber, Hauke Schneider, Eva Maria Wessela, Ostfildern 2017. ISBN 978-3-7995-1245-9.
- Der Fall des Günstlings. Hofparteien in Europa vom 13. bis zum 17. Jahrhundert. 8. Symposium der Residenzen-Kommission der Akademie der Wissenschaften zu Göttingen. Neuburg a.d. Donau, 21.–24. September 2002, hrsg. von Jan Hirschbiegel und Werner Paravicini, Ostfildern 2004 (= Residenzenforschung, 17).
- Informelle Strukturen bei Hof. Dresdener Gespräche III zur Theorie des Hofes, hrsg. von Reinhardt Butz und Jan Hirschbiegel, Münster 2009 (= Vita Curialis, 2).

Aufsätze
- mit Ulf Christian Ewert: Gabe und Gegengabe – Das Erscheinungsbild einer Sonderform höfischer Repräsentation am Beispiel des französisch-burgundischen Gabentausches zum neuen Jahr um 1400, in: Vierteljahrschrift für Sozial- und Wirtschaftsgeschichte 87 (2000), S. 5–37.
- Der Hof als soziales System – Das Angebot der Systemtheorie nach Niklas Luhmann für eine Theorie des Hofes, in: Hof und Theorie. Annäherungen an ein historisches Phänomen. Dresdener Gespräche I zur Theorie des Hofes, hrsg. von Reinhardt Butz, Jan Hirschbiegel und Dietmar Willoweit, Köln u. a. 2004 (= Norm und Struktur, 22), S. 43–54.
- Zur theoretischen Konstruktion der Figur des Günstlings, in: Der Fall des Günstlings. Hofparteien in Europa vom 13. bis zum 17. Jahrhundert. 8. Symposium der Residenzen-Kommission der Akademie der Wissenschaften zu Göttingen. Neuburg a.d. Donau, 21.-24. September 2002, hrsg. von Jan Hirschbiegel und Werner Paravicini, Ostfildern 2004 (= Residenzenforschung, 17), S. 23–39.
- Le commerce des étrennes dans les cours françaises au temps de la querelle entre Armagnacs et Bourguignons, in: La création artistique en France autour de 1400. Actes du colloque. École du Louvre – Musée des Beaux-Arts de Dijon – Université de Bourgogne. École du Louvre, 7 et 8 juillet 2004, Musée des Beaux-Arts de Dijon – Université de Bourgogne, 9 et 10 juillet 2004, hrsg. von Élisabeth Taburet-Delahaye, Paris 2006 (= Rencontres de l’École du Louvre, 19), S. 193–206.
- mit Gabriel Zeilinger: Urban Space Divided? The Encounter of Civic and Courtly Spheres in Late Medieval Towns, in: Urban Space in the Middle Ages and Early Modern Age, hrsg. von Albrecht Classen, Berlin 2009 (= Fundamentals of Medieval and Early Modern Culture, 4), S. 481–503.
- Hof. Zur Überzeitlichkeit eines zeitgebundenen Phänomens, in: Der Achämenidenhof. The Achaemenid Court. Akten des 2. Internationalen Kolloquiums zum Thema "Vorderasien im Spannungsfeld klassischer und altorientalischer Überlieferungen", Landgut Castelen bei Basel, 23.-25. Mai 2007, hrsg. von Bruno Jacobs, Robert Rollinger u. a., Wiesbaden 2010 (= Classica et orientalia, 2), S. 13–37.
- Eleonore von Schottland und Georg von Ehingen – Pontus und Sidonia. Ein Reisebericht und (s)eine (geheime) Botschaft?, in: Relations, échanges, transferts en Occident au cours des derniers siècles du Moyen Âge. Hommage à Werner Paravicini, hrsg. von Bernard Guenée (†) und Jean-Marie Moeglin, Paris 2010, S. 521–537.
- Städtische Uhren und höfische Ordnung. Einige Überlegungen zu Zeitverbrauch und Zeitgebrauch an den Höfen des späten Mittelalters, in: „Es geht um die Menschen“. Beiträge zur Wirtschafts- und Sozialgeschichte des Mittelalters für Gerhard Fouquet zum 60. Geburtstag, hrsg. von Harm von Seggern und Gabriel Zeilinger, Frankfurt am Main u. a. 2012, S. 29–46.